# Mikołaj Róża Borzyszowski

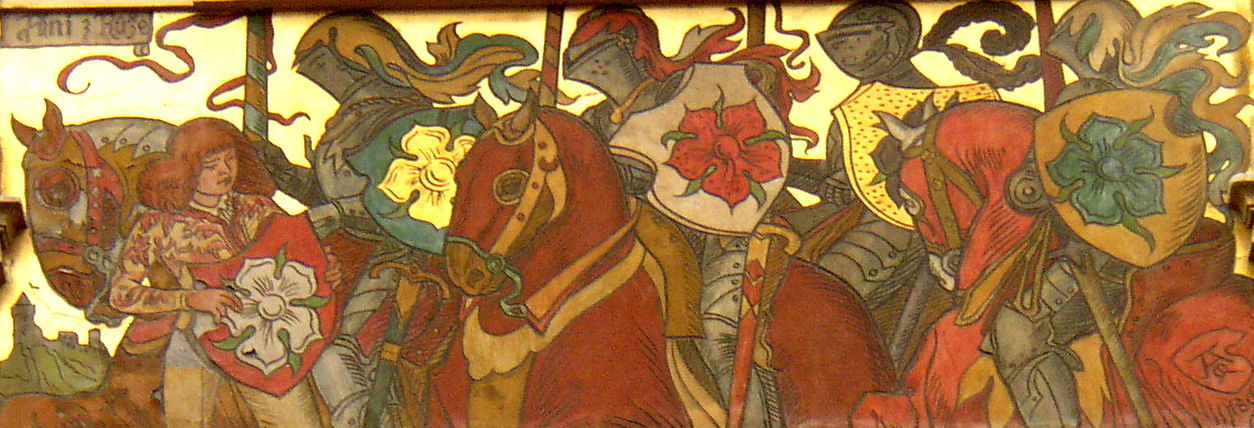
Panowie Róży – Mikoláš Aleš

Mikołaj Róża Borzyszowski (Boryszewski) z Borzyszowic (Borszowic) herbu Poraj (zm. 1477) – kuchmistrz nadworny króla, ochmistrz dworu królowej, kasztelan zawichojski i małogoski. 

## Rodzina
Pochodził z rycerskiego rodu Porajów h. Róża z sieradzkiego. Był najmłodszym synem Zawiszy Róży z Borzyszowic,  burgrabiego krakowskiego. Braćmi jego byli: Zawisza, podkomorzy królowej Zofii i Marek, kuchmistrz królewski. Miał dwie siostry Siechnę i Annę, obie zostały zakonnicami. Borzyszowscy (Boryszewscy) są odgałęzieniem rodziny Bużeńskich osiadłej w ziemi sieradzkiej nad Wartą. Na pocz. XV w. przenieśli się nad Nidę do Boryszowic (obecnie Borszowice) w powiecie jędrzejowskim. 

## Kariera
- 1432 – po raz pierwszy pojawił się w źródłach historycznych na dworze Władysława Jagiełły jako kuchmistrz królewski (po bracie Marku).
- 1433 – był przy królu w Chęcinach.
- 1439 – podpisał akt konfederacji Spytka z Melsztyna[4].
- 1441–1443 – przebywał przy królu na Węgrzech[5], być może brał udział w bitwie pod Warną.
- 1448 – ponownie pojawił się w źródłach, był przy boku króla Kazimierza Jagiellończyka w Krakowie i w Parczewie, otrzymał wówczas od króla sołectwo w Zbydniowie, jako wynagrodzenie za wierną służbę.
- 1455 – otrzymał urząd ochmistrza dworu królowej Elżbiety Rakuskiej[6], na którym pozostał aż do śmierci.
- 1452 – Król Kazimierz Jagiellończyk użył Mikołaja Różę do trudnej i delikatnej misji: gdy po śmierci Świdrygiełły Litwini opanowali Łuck, co spotkało się z dużym niezadowoleniem w Koronie, Mikołaj Róża z rozkazu królewskiego, miał powstrzymać szlachtę od zbrojnej interwencji przeciw Litwie.
- 1459 – Król zapisał Mikołajowi Róży 200 grzywien na wsiach Zamch i Obsza w powiecie biłgorajskim
- 1460 – otrzymał w dzierżawę królewską wieś Siennicę w powiecie krasnostawski[7],
- 1462 – był świadkiem w Brześciu Litewskim aktu inkorporacji ziemi bełskiej do Korony. Otrzymał kasztelanię zawichojską, z której w 1464 przeszedł na małogoską[8], by w 1466 wrócić znowu na zawichojską. Tytuł kasztelana wiązał się z dużym prestiżem i umożliwiał zasiadanie w senacie.

W 1467 roku przebywał w Nowym Korczynie, a w 1469 we Lwowie.
Oprócz rodzinnych Borszowic Mikołaj Róża posiadał w powiecie jędrzejowskim część Imielna, Jasionnę, Lśin, Źurawie Błoto (obecnie Wólka), a w powiecie pińczowskim Stępocice i Dziewięczyce (nabyte częściami). Od Kazimierza Jagiellończyka otrzymał prawo pobierania cła w Stępocicach, wieś Depułtycze Ruskie (gm. Krzywiczki). Miał też dom w Krakowie przy ul. Grodzkiej. Podczas swej dworskiej kariery nie stworzył wielkiego latyfundium, przyczynił się natomiast do awansu społecznego swej rodziny, a przede wszystkim kariery syna Andrzeja, który w 1503 roku, po Fryderyku Jagiellończyku został prymasem Polski. Poza Andrzejem pozostawił jeszcze synów: Janusza zwanego Zawiszą, starostę chełmskiego i Mikołaja, łożnego królewskiego.